# Стівен Лаберж
Стівен Лаберж (Stephen LaBerge; 1947) — психофізіолог і лідер в науковому вивченні свідомих снів (СС). Народився 1947 року. В 1967 отримав ступінь бакалавра з математики. Пізніше розпочав досліди над свідомими снами в Психофізіологічному відділі Стенфордського університету, і вже в 1980 році отримав Ph.D. Розробив методи, завдяки яким він та інші дослідники змогли входити в стан СС (свідомого сну) за власним бажанням — насамперед це техніка МВСС (мнемонічне входження у свідомий сон). У 1987 Лаберж заснував The Lucidity Institute — організацію, яка сприяє проведенню досліджень в СС, а також проводить курси щодо того як досягати свідомі сни.
Його метод, який ґрунтувався на тому, що людина сигналізувала про настання свідомого сну раніше погодженими рухами очей під час фази швидкого сну і яке було засвідчене на ЕЕГ, став першим опублікованим науково перевіреним сигналом із сну до зовнішнього світу. Вперше такий експеримент був зроблений Аланом Ворслі в рамках дослідження, проведеного в Англії; одначе його група довгий час не друкувала результати. 

## Результати досліджень
Результати, отримані в лабораторії Лабержа та ін. включають:
- Порівняння суб'єктивних відчуттів часу уві сні і наяву, використовуючи рухи очей.
- Порівняння електричної активності в головному мозку, коли людина співає уві сні і наяву.
- Різні дослідження стану фізичного сексуального збудження уві сні і наяву (зокрема, оргазм тощо).

## Вивчення і допомога при СС
Лаберж розробив цілу серію приладів, щоб допомогти споживачу входити в стан СС. На момент написання (2007) неможливо придбати жоден з цих пристроїв. Вдосконалений варіант NovaDreamer-а нібито ще розробляється.
Всі пристрої складаються з маски, яку надягають на очі і світлодіодів, що знаходяться навпроти повік. Світлодіоди спалахують, коли маска визначає, що користувач увійшов до фази швидкого сну. Пристрій у певний момент часу подає світлові сигнали, щоб людина уві сні згадала, що спить..
Стівен Лаберж на сьогодні читає лекції в Університетах й інших професійних навчальних закладах.

## Зовнішні посилання
- The Lucidity Institute
- Laberge, S. (1980). Lucid dreaming: An exploratory study of consciousness during sleep. (Ph.D. thesis, Stanford University, 1980), (University Microfilms No. 80-24, 691)